# Tildia zetes
Tildia zetes is een vlinder uit de familie Nymphalidae. Deze soort is voor het eerst wetenschappelijk beschreven als Papilio zetes  door Carl Linnaeus in Systema naturae uit 1758.

## Verspreiding en leefgebied
Deze vlindersoort komt voor in Afrika bezuiden de Sahara waaronder Senegal, Gambia, Guinee-Bissau, Guinee, Sierra Leone, Burkina Faso, Liberia, Ivoorkust, Ghana, Togo, Benin, Nigeria, Kameroen, Equatoriaal Guinea, Sao Tomé en Principe, Gabon, Congo-Kinshasa, Soedan, Ethiopië, Somalië, Oeganda, Kenia, Tanzania, Angola, Zambia, Malawi, Mozambique en Namibië.

## Leefgebied
Deze vlindersoort komt voor in Afrika bezuiden de Sahara op savannes en langs bosranden.

## Rups en zijn waardplanten
De waardplanten zijn de giftige geslachten Passiflora, Moduca en Adenia uit de familie Passifloraceae. De rupsen zijn geel- en zwartgebandeerd en zijn, net als hun waardplanten, giftig.

## Ondersoorten
- Tildia zetes zetes (Linnaeus, 1758)
  - = Papilio menippe Drury, 1782
  - = Telchinia mycenaea Hübner, 1819
  - = Acraea jalema Godart, 1819
  - = Acraea rudolphi Eltringham, 1929
  - = Acraea zetes zetes (Linnaeus, 1758)
- Tildia zetes annobona (D'Abrera, 1980) (Equatoriaal Guinee, Sao Tomé en Principe)
  - = Acraea zetes annobona D'Abrera, 1980
- Tildia zetes sidamona (Rothschild & Jordan, 1905) (Ethiopië)
  - = Acraea zetes sidamona Rothschild & Jordan, 1905